# Lycisca
Lycisca is een geslacht van vliesvleugeligen uit de familie Pteromalidae. De wetenschappelijke naam van dit geslacht is voor het eerst geldig gepubliceerd in 1840 door Spinola.

## Soorten
Het geslacht Lycisca omvat de volgende soorten:
- Lycisca amazonica Roman, 1920
- Lycisca auripyga Strand, 1911
- Lycisca cupreoviridis (Brèthes, 1908)
- Lycisca cyaniceps Roman, 1920
- Lycisca decora Strand, 1911
- Lycisca ignicaudata Westwood, 1874
- Lycisca maculipes (Cameron, 1884)
- Lycisca nebulipennis Strand, 1911
- Lycisca ogloblina Hedqvist, 1961
- Lycisca raptoria Spinola, 1840
- Lycisca romandi Westwood, 1841